# Abundâncio (homem ilustre)
Abundâncio (em latim: Abundantius) foi um nobre e rico romano do século V. Homem ilustre, ao falecer teve seu epitáfio produzido por Enódio no verão de 503.